# Степень сжатия
Степень сжатия — отношение полного объёма цилиндра (надпоршневого пространства цилиндра двигателя внутреннего сгорания при положении поршня в нижней мёртвой точке, НМТ) к объёму камеры сгорания (надпоршневого пространства цилиндра при положении поршня в верхней мёртвой точке, ВМТ).
{\displaystyle \varepsilon }{\displaystyle \;={\frac {V_{h}+V_{c}}{V_{c}}}}, где
{\displaystyle V_{h}} — объём хода поршня,
{\displaystyle V_{c}} — объём камеры сгорания.
Увеличение степени сжатия требует использования топлива с более высоким октановым числом (для бензиновых ДВС) во избежание детонации. Повышение степени сжатия в общем случае повышает его мощность, кроме того, увеличивает КПД двигателя как тепловой машины, то есть, способствует снижению расхода топлива.
Степень сжатия, обозначаемая греческой буквой {\displaystyle \varepsilon }, есть величина безразмерная. Связанная с ней величина — компрессия — зависит от степени сжатия, от природы сжимаемого газа и от условий сжатия. При адиабатическом процессе сжатия воздуха зависимость эта выглядит так:
{\displaystyle P=P_{0}*\varepsilon ^{\gamma }}, где
{\displaystyle \gamma =1{\text{,}}4} — показатель адиабаты для двухатомных газов (в том числе воздуха),
{\displaystyle P=P_{0}} — начальное давление, как правило, принимается равным 1.GG
Из-за неадиабатичности сжатия в двигателе внутреннего сгорания (теплообмен со стенками, утечки части газа через неплотности, присутствия в нём бензина) сжатие газа считают политропным с показателем политропы n=1,2.
При {\displaystyle \varepsilon }=10 компрессия в лучшем случае должна быть 101,2=15,8
Детонация в двигателе — изохорный самоускоряющийся процесс перехода горения топливо-воздушной смеси в детонационный взрыв без совершения работы с переходом энергии сгорания топлива в температуру и давление газов. Фронт пламени распространяется со скоростью взрыва, то есть превышает скорость распространения звука в данной среде и приводит к сильным ударным нагрузкам на детали цилиндро-поршневой и кривошипно-шатунной групп и вызывает тем самым усиленный износ этих деталей. Высокая температура газов приводит к прогоранию днища поршней и обгоранию клапанов.
Понятие степени сжатия не следует путать с понятием компрессия, которое обозначает (при определённой конструктивно обусловленной степени сжатия) максимальное давление, создаваемое в цилиндре при движении поршня от нижней мёртвой точки (НМТ) до верхней мёртвой точки (ВМТ) (например: степень сжатия — 10, компрессия — 15,8 атм.).

## Интересные факты
Двигатели гоночных автомобилей, работающих на метаноле, имеют степень сжатия, превышающую 15; в то время как в обычном карбюраторном ДВС степень сжатия для неэтилированного бензина как правило не превышает 11,1.
В настоящее время только компания Mazda серийно производит бензиновые двигатели  Skyactiv-G  со степенью сжатия 14, которые устанавливаются на такие автомобили, как Mazda CX-5 и Mazda 6. Однако необходимо понимать, что это геометрическая степень сжатия, фактическая же примерно равна 12, так как двигатель работает по циклу Миллера (который часто путают с циклом Аткинсона), то есть смесь начинает сжиматься после позднего закрытия клапанов и сжимается в 12 раз. Эффективность такого мотора по мощности и крутящему моменту обуславливается таким понятием как степень расширения, которая обратна геометрической степени сжатия.
В 1950-60-е года одной из тенденций двигателестроения, особенно в Северной Америке, было повышение степени сжатия, которая к началу 1970-х на американских двигателях нередко достигала 11-13. Однако, это требовало соответствующего бензина с высоким октановым числом, что в те годы могло быть получено лишь добавлением ядовитого тетраэтилсвинца. Введение в начале 1970-х годов экологических стандартов в большинстве стран привело к остановке роста и даже снижению степени сжатия на серийных двигателях.